# Marcello Cortese
Marcello Cortese (Torino, 6 ottobre 1961) è un doppiatore e direttore del doppiaggio italiano.
Figlio del regista Ernesto Cortese, ha doppiato svariate serie d'animazione. Ha fondato lo studio di doppiaggio Dream&Dream S.r.l..

## Doppiaggio

### Film
- Takeshi Kaga in Death Note - Il film, Death Note - Il film: L'ultimo nome
- Nathan Phillips in These Final Hours - 12 ore alla fine
- Gary Cole in The Town That Dreaded Sundown
- Brad Johnson in L'ultimo attacco
- Mark Morales in Come ammazzare un miliardario e morire dal ridere
- Jason Marsden in Safe Sex - Tutto in una notte
- Marv Albert in Eddie - Un'allenatrice fuori di testa
- Juan Pablo Raba in 7 años
- Norman Merrillin in La piccola principessa
- David Tree in Pigmalione
- Marc Barbé in La sorella di Mozart
- Iván Morales in Eterna domenica
- Alexsandr Galibin in La fiaba delle fiabe
- August Diehl in La vita nascosta - Hidden Life (ridoppiaggio)
- Robert Jack in My Son

### Film d'animazione
- Kyosuke Kazato in Detective Conan - Solo nei suoi occhi
- Capitan Harlock in Capitan Harlock - L'Arcadia della mia giovinezza
- Gurion in Doraemon - The Movie: Il Regno delle Nuvole
- Tatsuya in Darkside Blues
- Shinobu in God Bless Dancougar
- Mendez in Halo: The Fall of Reach
- Yasop e Rockstar in One Piece Film: Red

### Serie televisive
- Greg Bryk in The Wilds
- Jim Pirri, Adam Kulbersh e Marco Aiello in Victorious
- Danila Kozlovskij e Thorbjorn Harr in Vikings
- Orli Shuka in Gangs of London
- Bert Cosemans in Amika
- Nathaniel Dean in Rain Shadow
- Ian Tracey in Billy the Kid
- John Ralston in Flash Gordon
- Daniel Casey in L'ispettore Barnaby (st. 6)

### Soap opera
- Urs Remond in Lena - Amore della mia vita
- Vincent Irizzarry in Sentieri

### Serie animate
- Boomerang in Robinson Bignè
- Rockstar, Yasop (1ª voce) e Drakul Mihawk (ep. 45) in One Piece
- Tomoaki Araide (1ª voce) e Gin (ep. 135-139) in Detective Conan
- Takashi Mitsuhashi in Due come noi
- Biryu e Hideki Kondo in Yoko cacciatrice di demoni
- Aquila in Magic Knight Rayearth (ridoppiaggio)
- Signor March in Piccole donne
- Rick in Beyblade G-Revolution
- Rudi in Pokémon Advanced
- Cyrus e Artemisio in Pokémon Generazioni
- Gregory in Topo Gigio
- Paul Hanbridge in Little Witch Academia
- Liam e voce narrante in Flash & Dash
- Lord Sylas Briarwood in La leggenda di Vox Machina

### Videogiochi
- Imperatore Frederick IV e Noree Moneo in Dune 2000[1]